# Retrait (baseball)
Pour la statistique défensive au baseball, voir Retrait (statistique).

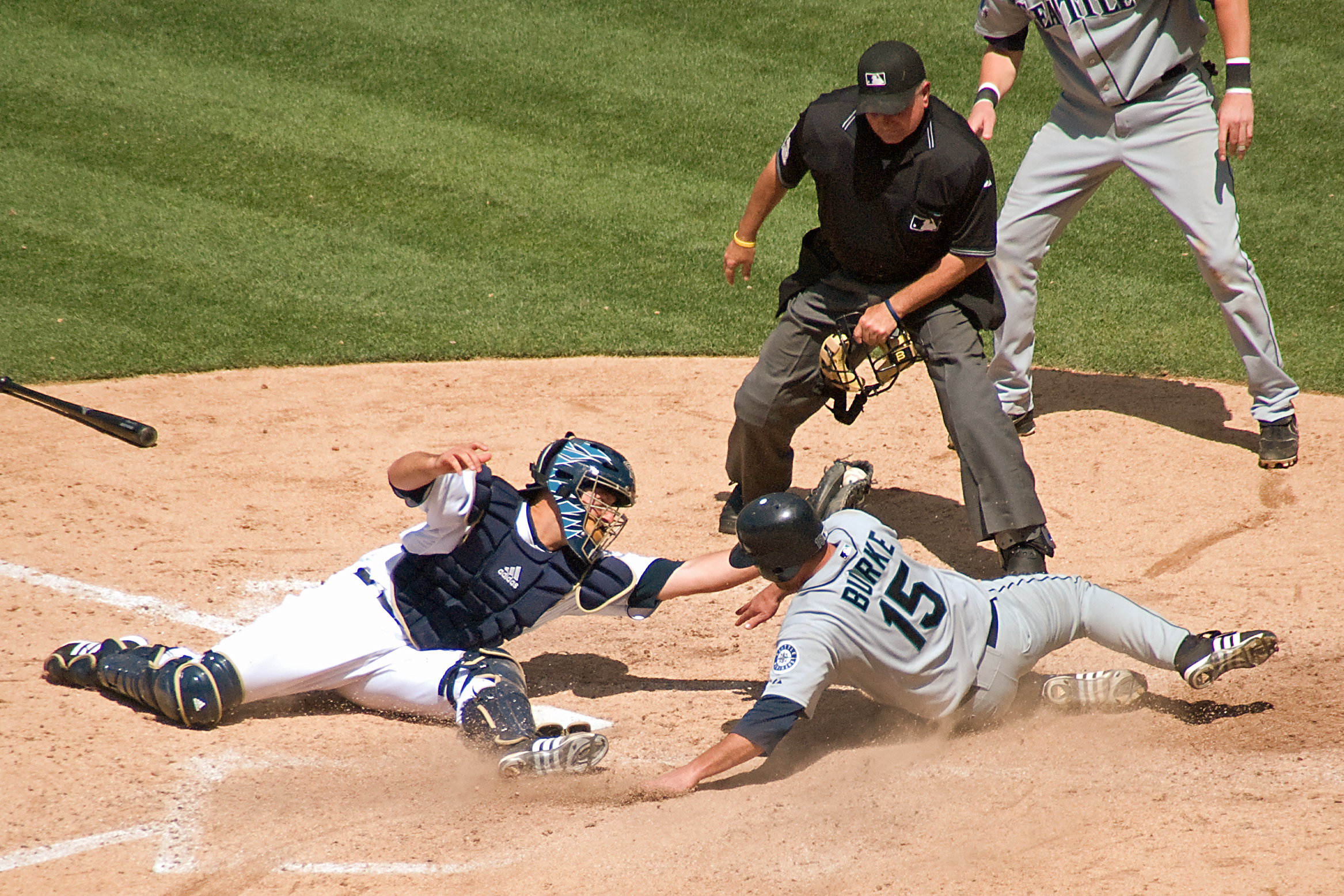
Un receveur de baseball tente d'éliminer le coureur (à droite) de l'équipe en offensive.

Un retrait (éliminé ou out en anglais) est une action au baseball consistant à éliminer du jeu un joueur de l'équipe en offensive. Chaque demi-manche d'un match se termine après trois retraits, après quoi l'équipe en défensive acquiert le statut en offensive et l'équipe adverse joue en défensive et doit accomplir trois retraits pour mettre fin à la demi-manche.
Un joueur qui n'est pas « retiré » est dit « sauf ».

## Façons de retirer un joueur
Pour l'équipe jouant en défensive, il existe de nombreuses manières de retirer un joueur adverse.

### Retirer un frappeur

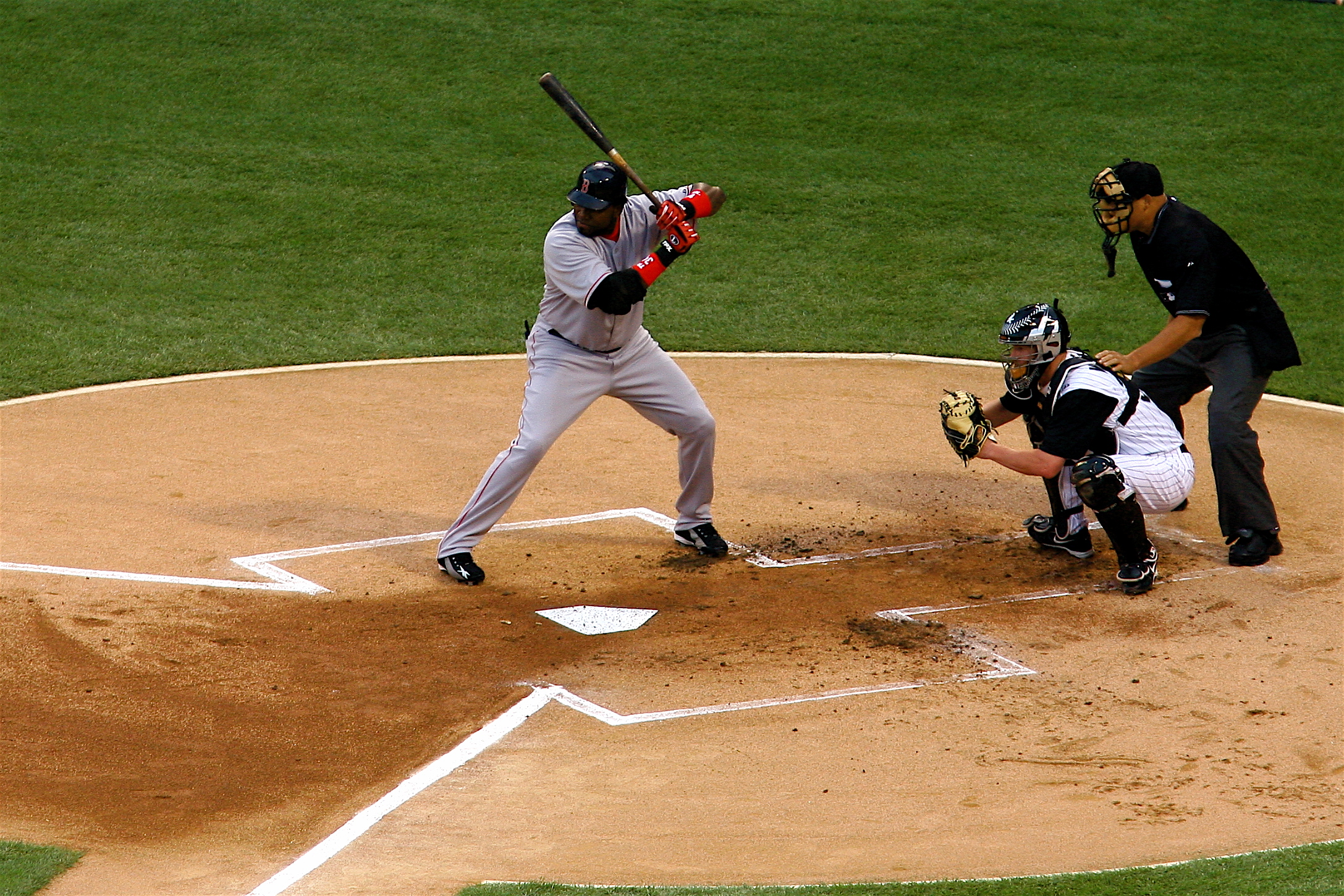
Un joueur (à gauche) bien positionné dans la boîte des frappeurs.

Un frappeur peut être retiré d'une des façons suivantes :
- Un retrait sur des prises, lorsque le lanceur enregistre trois prises contre le batteur adverse.
- Le frappeur s'élance sur une troisième prise mais la balle est échappée par le receveur en défensive, qui doit alors lancer au premier but pour devancer le joueur en attaque qui tentera d'atteindre sauf le coussin, ou le receveur touche le batteur avec la balle avant que celui-ci n'ait atteint le premier but.

### Retirer un frappeur-coureur
Lorsqu'un batteur frappe la balle que lui lance le lanceur, il amorce une course vers le premier but et tentera d'être sauf. Le frappeur devient alors coureur. L'équipe en défensive peut alors le retirer des façons suivantes :
- Lorsque la balle est frappée dans les airs, l'équipe en défensive enregistre un retrait lorsqu'un de ses joueurs capte la balle sans que celle-ci ait touché le sol et sans l'échapper, et ce même en territoire des fausses balles. Si le joueur en défensive échappe la balle mais qu'elle est par la suite attrapée par un coéquipier, sans qu'elle ait touché le sol, ceci compte aussi pour un retrait.
- Lorsque la balle est frappée au sol (roulant), la balle est relayée au premier but par la défense avant que le coureur ne l'ait atteinte. La situation la plus fréquente : le frappeur frappe un roulant, au deuxième but par exemple, la balle est récupérée par le joueur de deuxième but puis relayée au premier coussin avant l'arrivée du coureur, le joueur de premier but devant garder un pied sur le coussin lorsqu'il capte le lancer de son coéquipier.
- Le frappeur-coureur est touchée par la balle mise en jeu, et maîtrisée par un défenseur, avant d'atteindre le premier but

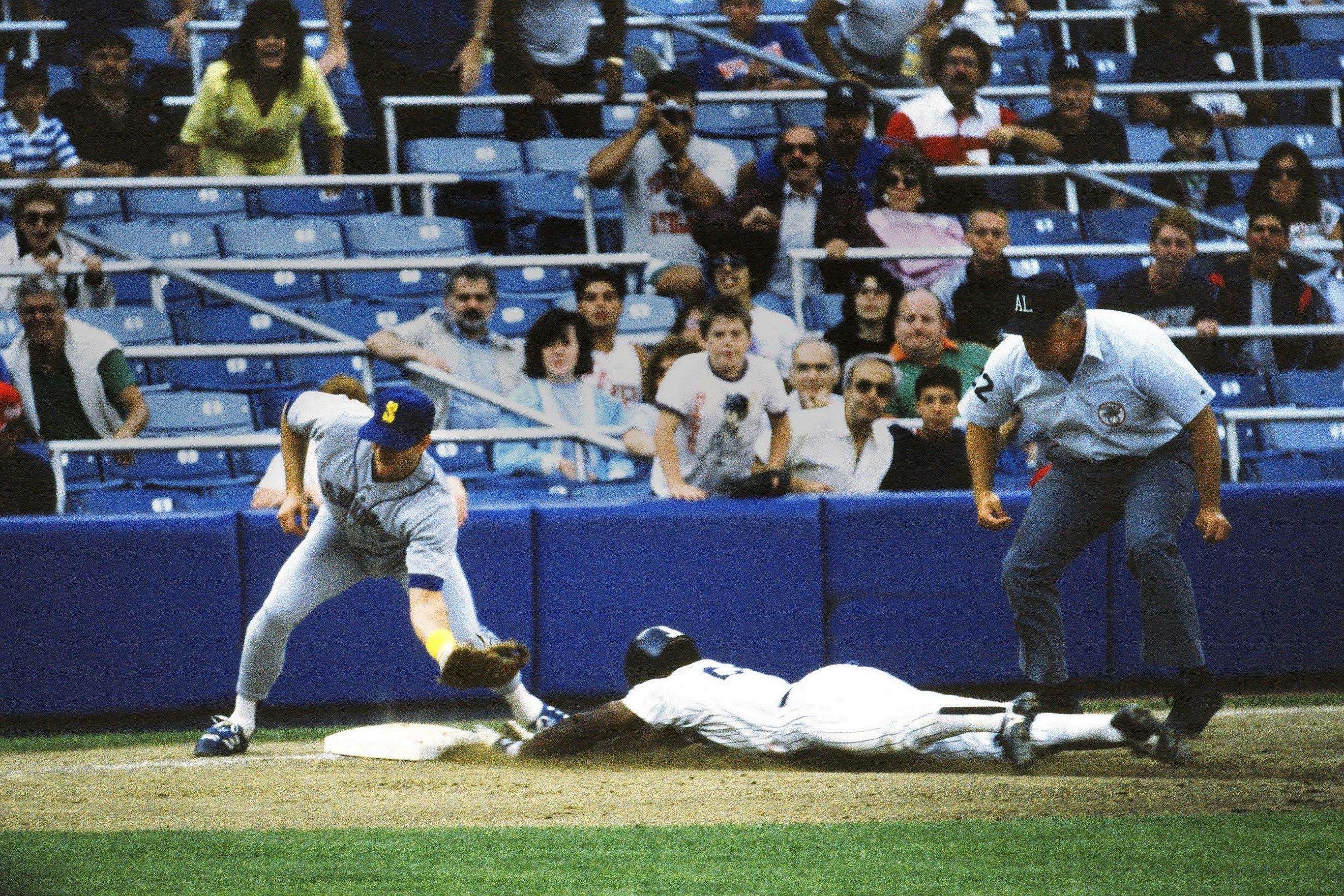
Le club en défensive tente de retirer Rickey Henderson en tentative de vol.

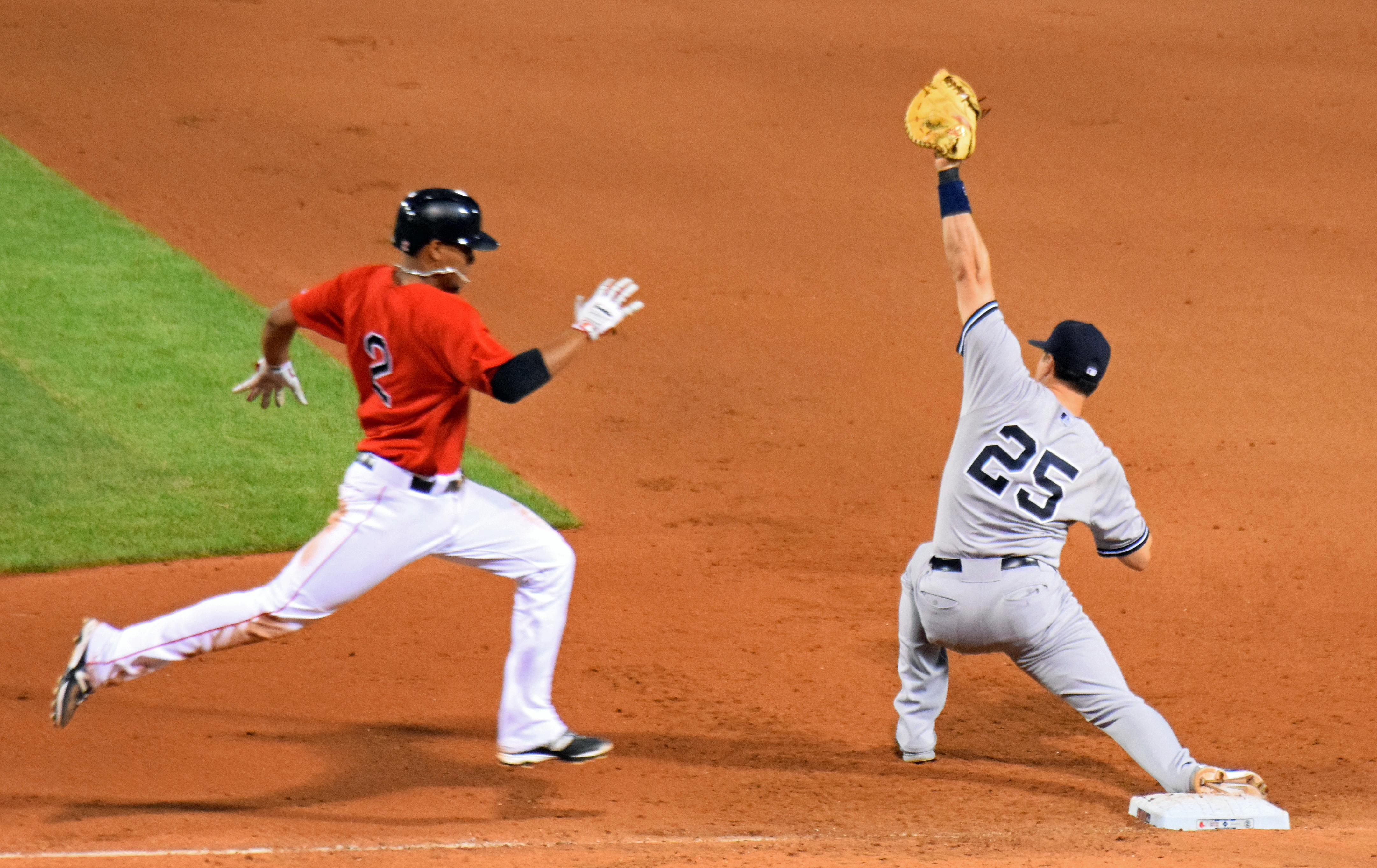
Un relais au joueur de premier but (Mark Teixeira) devance le coureur (Xander Bogaerts) pour un retrait.

### Retirer un coureur
Un coureur, c'est-à-dire un joueur de l'équipe en offensive se trouvant sur les buts (premier, deuxième ou troisième but) lorsqu'un de ses coéquipiers est au bâton, peut être retiré de différentes façons :
- Le coureur est touché par la balle, maîtrisé par un défenseur, alors que celui-ci n'est pas en contact avec un but. Cette situation se présente le plus souvent lors d'un vol de but, d'un pick off, d'une souricière, ou après une frappe sur un défenseur qui touche ensuite le coureur avec la balle maîtrisée.
- Lors d'une situation de jeu forcé, et que la balle est maîtrisée par un défenseur touchant le but auquel le coureur est forcé avant lui. Les situations de jeu forcé sont celles permettant le plus souvent des doubles jeux ou triples jeux.

### Retraits sur un jeu d'appel
Certains retraits peuvent être effectués sur un jeu d'appel. Dans ce cas, l'équipe en défense, ou l'entraîneur de l'équipe en défense, va faire appel auprès de l'arbitre pour faire valoir ce retrait. Si le jeu d'appel n'est pas effectué avant que le lancer suivant ne soit effectué, l'avancée d'un batteur ou d'un coureur est alors considérée comme régulière, et ne pourra entraîner de retrait. Les jeux d'appels existants sont :
- Le batteur ne frappe pas à son tour prévu dans l'ordre des frappeurs de son équipe et ceci est découvert par l'équipe adverse et signalé à l'arbitre.
- Le coureur avance de plusieurs buts, mais il omet de toucher l'un des coussins dans sa course autour des sentiers. Lorsque ceci est découvert, l'équipe en défensive doit, avec la balle en sa possession, toucher le but qui n'a pas été touché par le coureur pour que le retrait soit complété.
- Lorsqu'une chandelle est frappée, un coureur avance sur les buts sans retoucher son but de départ. La défense fait alors appel en touchant le but de départ du coureur en étant en possession de la balle, avant que le coureur ne vienne le retoucher. Il s'agit alors d'un double jeu.

### Retraits prévus par le règlement
La plupart des retraits sont effectués par l'équipe en défense. Néanmoins, certaines règles entraînent un retrait automatique d'un joueur en attaque.
- Un coureur est retiré lorsqu'il touche une balle frappée dans le territoire des bonnes balles, sans que celle-ci ait été touchée par un défenseur avant.
- Un coureur est retiré lorsqu'il gêne un défenseur sur le point d'effectuer un retrait (exemple : le coureur bouscule le joueur avançant pour rattraper la balle frappée).
- Un coureur est retiré lorsque, délibérément, il empêche un jeu défensif, en déviant volontairement et de manière évidente une balle lancée par un défenseur. Les trois dernières situations sont des interférences.
- Un batteur est retiré lorsque sa batte touche plusieurs fois la balle, alors que la batte est en possession du batteur, et que la balle ainsi frappée termine sa course dans le territoire des bonnes balles. Cette règle ne s'applique pas lorsque la batte est cassée lors de la frappe, et que la partie cassée de la batte touche touche la balle[1].
- Un batteur est retiré lors de l'application de la règle du ballon à l'avant-champ.
- Un batteur est retiré quand, avec deux prises contre lui dans le compte balles-prises, le frappeur dépose un amorti qui tombe en territoire des fausses balles, ce qui compte pour une troisième prise.
- Un batteur est retiré quand il prend une position incorrecte à son tour au bâton, plaçant un pied entièrement à l'extérieur de la boîte du frappeur.
- Un batteur est retiré quand il utilise une batte illégale ou non réglementaire.
- Un batteur est retiré lorsqu'il commet une interférence contre l'équipe en défense. Les interférences les plus courantes du batteur sont : la sortie du batteur de sa boîte de batteur empêchant un receveur d'effectuer un jeu, ou le retour de bâton d'un batteur empêchant le receveur de faire un jeu.
- Un batteur peut être retiré lors d'une interférence par un spectateur, si l'arbitre juge qu'un défenseur était en position pour faire ce retrait avec un effort ordinaire. Le cas le plus courant est lorsqu'une chandelle est frappée dans le territoire des mauvaises balles, proche des gradins, et qu'un spectateur rattrape la balle avant un défenseur.